# スーパーウルフ
『スーパーウルフ』（原題: Superwolf）は、ボニー・プリンス・ビリー&マット・スウィーニーが2005年にリリースしたスタジオ・アルバムである。

## 評価
| 専門評論家によるレビュー | 専門評論家によるレビュー |
| 総スコア                 | 総スコア                 |
| 出典                     | 評価                     |
| ------------------------ | ------------------------ |
| Metacritic               | 80/100                   |
| レビュー・スコア         |                          |
| 出典                     | 評価                     |
| AllMusic                 | [ 3 ]                    |
| Pitchfork                | 8.4/10                   |

Metacriticには17件の批評家レビューがあり、平均値は80/100点となっている。
『Pitchfork』の「2005年のトップ・アルバム50枚」において、本作は第21位に選ばれている。

## 収録曲
| 全作詞: ボニー・プリンス・ビリー、全作曲: マット・スウィーニー。 |                              |                          |                      |                      |      |
| #                                                                | タイトル                     | 作詞                     | 作曲・編曲           | 原題                 | 時間 |
| 1.                                                               | 「マイ・ホーム・イズ・シー」 | ボニー・プリンス・ビリー | マット・スウィーニー | My Home Is the Sea   | 5:49 |
| 2.                                                               | 「きみの獣」                 | ボニー・プリンス・ビリー | マット・スウィーニー | Beast for Thee       | 3:41 |
| 3.                                                               | 「おまえはなにを」           | ボニー・プリンス・ビリー | マット・スウィーニー | What Are You?        | 2:38 |
| 4.                                                               | 「山羊と小羊」               | ボニー・プリンス・ビリー | マット・スウィーニー | Goat and Ram         | 5:15 |
| 5.                                                               | 「リフト・アス・アップ」     | ボニー・プリンス・ビリー | マット・スウィーニー | Lift Us Up           | 2:56 |
| 6.                                                               | 「ルーディ・フーリッシュ」   | ボニー・プリンス・ビリー | マット・スウィーニー | Rudy Foolish         | 4:12 |
| 7.                                                               | 「ベッドは寝るために」       | ボニー・プリンス・ビリー | マット・スウィーニー | Bed Is for Sleeping  | 2:56 |
| 8.                                                               | 「走っているひと」           | ボニー・プリンス・ビリー | マット・スウィーニー | Only Someone Running | 3:13 |
| 9.                                                               | 「海の中の死」               | ボニー・プリンス・ビリー | マット・スウィーニー | Death in the Sea     | 2:38 |
| 10.                                                              | 「血の抱擁」                 | ボニー・プリンス・ビリー | マット・スウィーニー | Blood Embrace        | 7:57 |
| 11.                                                              | 「おまえに授けた」           | ボニー・プリンス・ビリー | マット・スウィーニー | I Gave You           | 2:38 |
| 合計時間:                                                        | 合計時間:                    | 合計時間:                | 43:53                |                      |      |

## パーソネル
- ボニー・プリンス・ビリー（英語版） - ヴォーカル、ベース・ギター、パーカッション、ノード・リード
- マット・スウィーニー（英語版） - ヴォーカル、ギター、ベース・ギター、ノード・リード
- ピーター・タウンゼント (ドラマー)（英語版） - ドラムス
- スー・スコフィールド - ヴォーカル（「マイ・ホーム・イズ・シー」）

## チャート
| チャート        | 最高順位 |
| --------------- | -------- |
| フランス (SNEP) | 191      |